# خانه شهشهانی
خانه شهشهانی مربوط به دوره قاجار است و در اصفهان، محله شهشهان، کوچه صحه میرزا اسدالله خان، پلاک ۳۲ واقع شده و این اثر در تاریخ ۷ مهر ۱۳۸۱ با شمارهٔ ثبت ۶۵۲۵ به‌عنوان یکی از آثار ملی ایران به ثبت رسیده است.